# Madison County (Indiana)
Madison County ist ein County im US-Bundesstaat Indiana der Vereinigten Staaten. Der Sitz der Bezirksregierung ist Anderson.

## Geographie
Madison County hat eine Größe von 1173 Quadratkilometern, wovon zwei Quadratkilometer mit Wasser bedeckt sind; Wasser bedeckt somit 0,17 Prozent der Oberfläche des Countys.
Die benachbarten Countys im Uhrzeigersinn von Norden startend sind: Grant County, Delaware County, Henry County,  Hancock County, Hamilton County und Tipton County.

## Geschichte

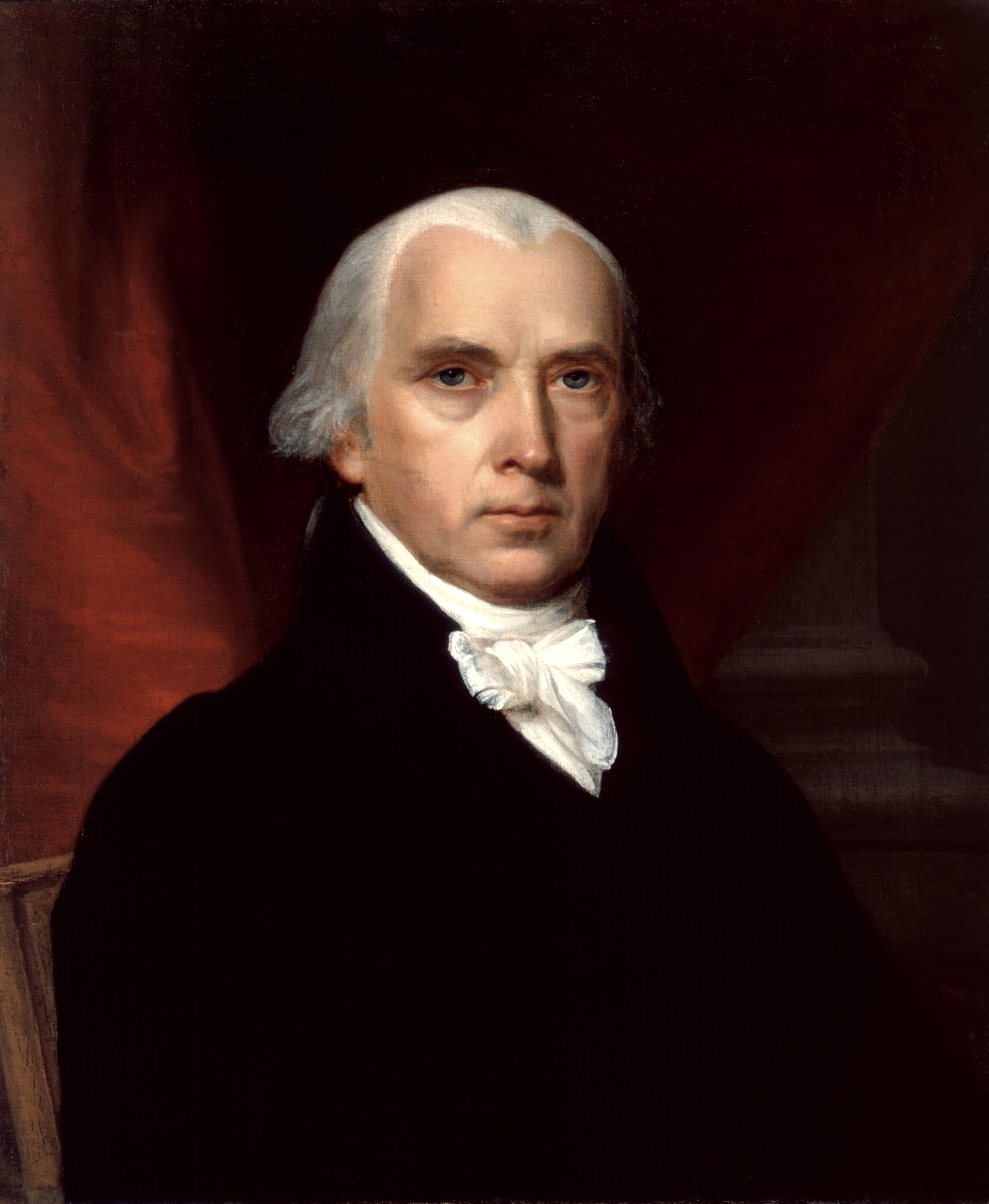
James Madison

Madison County wurde am 1. Juli 1983 gegründet. Benannt wurde es nach James Madison, dem vierten Präsidenten der Vereinigten Staaten (1809–1817).
Der erste Sitz der Countyverwaltung wurde 1823 der Ort Pendleton. Der Ort war zu weit vom Zentrum des Countys entfernt und bis heute ist nicht geklärt, ob dieser gewählt wurde oder es der Tatsache zu verdanken hatte, dass dort zu jenem Zeitpunkt die juristischen Geschäfte abgewickelt wurden. Pendleton wurde später zu dem ersten Ort, an dem ein Weißer für das Töten eines amerikanischen Ureinwohners mit dem Tod durch Hängen hingerichtet wurde.
Nach einem Beschluss vom 13. Januar 1826 wurde Bedford, ein heute nicht mehr existenter Ort, als neuer County Seat bestimmt. Am 4. Januar 1827 wurde beschlossen, dass Anderson der neue Sitz der Countyverwaltung sein solle.
Anderson war eine alte Indianerstadt vom Stamm der Delaware, benannt nach ihrem Häuptling Anderson. Der Ort wurde 1813 von Truppen aus Kentucky niedergebrannt. 1849 hatte Anderson ein Gerichtsgebäude, ein Gefängnis, eine Freiwillige Feuerwehr und rund 300 Einwohner. Das Bezirksgerichtsgebäude wurde am 10. Dezember 1880 durch einen Brand zerstört und mit ihm die meisten wichtigen Dokumente.
17 Bauwerke und Stätten des Countys sind im National Register of Historic Places eingetragen (Stand 2. September 2017).

## Orte im County
- Alexandria
- Alfont
- Alliance
- Anderson
- Bloomer
- Brentwood
- Chesterfield
- College Corner
- Country Club Heights
- Crestlawn
- Dundee
- Eastern Heights
- Edgewood
- Edgewood Village
- Elmhurst
- Elwood
- Emporia
- Extension Heights
- Fairfax
- Fishersburg
- Florida
- Forest Hills
- Frankton
- Gimco City
- Glyn Ellen
- Grandview
- Gridley
- Hamilton
- Hardscrabble
- Harmeson Heights
- Hillcrest
- Huntsville
- Ingalls
- Irondale
- Lapel
- Leisure
- Linwood
- Lowmandale
- Markleville
- Meadowbrook
- Moonville
- New Columbus
- North Anderson
- Orestes
- Pendleton
- Perkinsville
- Prosperity
- River Forest
- South Edgewood
- South Elwood
- Summitville
- Sunview
- West Elwood
- Western Village
- Woodlawn Heights

Townships
- Adams Township
- Anderson Township
- Boone Township
- Duck Creek Township
- Fall Creek Township
- Green Township
- Jackson Township
- Lafayette Township
- Monroe Township
- Pipe Creek Township
- Richland Township
- Stony Creek Township
- Union Township
- Van Buren Township